# 西关清真寺 (兰州)
西关清真寺是一座清真寺，位于中国甘肃省兰州市城关区萃英门1号。

## 历史
西关清真寺创建于明万历年间。清代重建。“阿訇”居室、“满拉”讲堂均毁于文化大革命中。1983年4月，原国务院宗教局同意，采取国家拨款、信教群众自愿捐款的方式，在原址重建西关清真大寺。1990年，西关清真寺重新投入使用。2023年秋季，兰州市政府对西关清真寺进行改造，拆除了原有的圆顶和尖塔，修建了新的圆顶与外立面

## 建筑
西关清真寺原为中国宫殿式建筑，大门、帮克楼、礼拜大殿均为飞檐翘角，为甘肃省重点文物保护单位。1990年重建的清真寺，仿照了阿拉伯地区的圆顶式清真寺。礼拜大殿可容纳3000多人。2023年秋季，兰州市政府对西关清真寺进行改造，拆除了原有的圆顶和尖塔，修建了新的圆顶与外立面。

## 图集
- 门口标识
- 大殿内的穆斯林
- 大门夜景